# Arade
Der Arade ist ein Fluss im Süden Portugals, der ausschließlich durch den Distrikt Faro der Region Algarve fließt. Er entspringt in der Serra do Caldeirão, wird in seinem Mittellauf von zwei Talsperren zu Stauseen aufgestaut, fließt an Silves vorbei und mündet schließlich bei Portimão und Ferragudo in den Atlantik.
Bis ins 19. Jahrhundert war der Arade bis nach Silves hinauf schiffbar. Heute ist dies aufgrund von Verlandung nicht mehr möglich.

## Talsperren und Stauseen
Der Arade wird von zwei Talsperren gestaut:
- Talsperre Funcho (portugiesisch Barragem do Funcho)
- Talsperre Arade (port. Barragem do Arade)